# Puch (Gemeinde Waidhofen an der Thaya)
Puch ist ein Ort und eine Katastralgemeinde in der Stadtgemeinde Waidhofen an der Thaya im Bezirk Waidhofen an der Thaya in Niederösterreich. Die Ortschaft hat 85 Einwohner (Stand 1. Jänner 2024). Bis Ende 1971 war Puch eine eigenständige Gemeinde.
Die Ortschaft liegt nordöstlich von Waidhofen an der Thaya in einer tief eingeschnittenen Senke des Pucher Baches.
Das Doppelreihendorf hat Dreiseit-, Vierseit- und Söllnerhöfe mit schlichten Putzfassaden.
Der Ort wurde 1112 urkundlich genannt.
Laut Adressbuch von Österreich waren im Jahr 1938 in der Ortsgemeinde Puch zwei Bäcker, ein Fleischer, zwei Gastwirte, zwei Gemischtwarenhändler, ein Schmied, ein Schneider und eine Schneiderin, ein Schuster und mehrere Landwirte ansässig.
Mit 1. Jänner 1972 wurden im Zuge der Niederösterreichischen Kommunalstrukturverbesserung die bis dahin selbständigen Gemeinden Hollenbach, Puch und Ulrichschlag nach Waidhofen an der Thaya  eingemeindet.
Kultur und Sehenswürdigkeiten: 

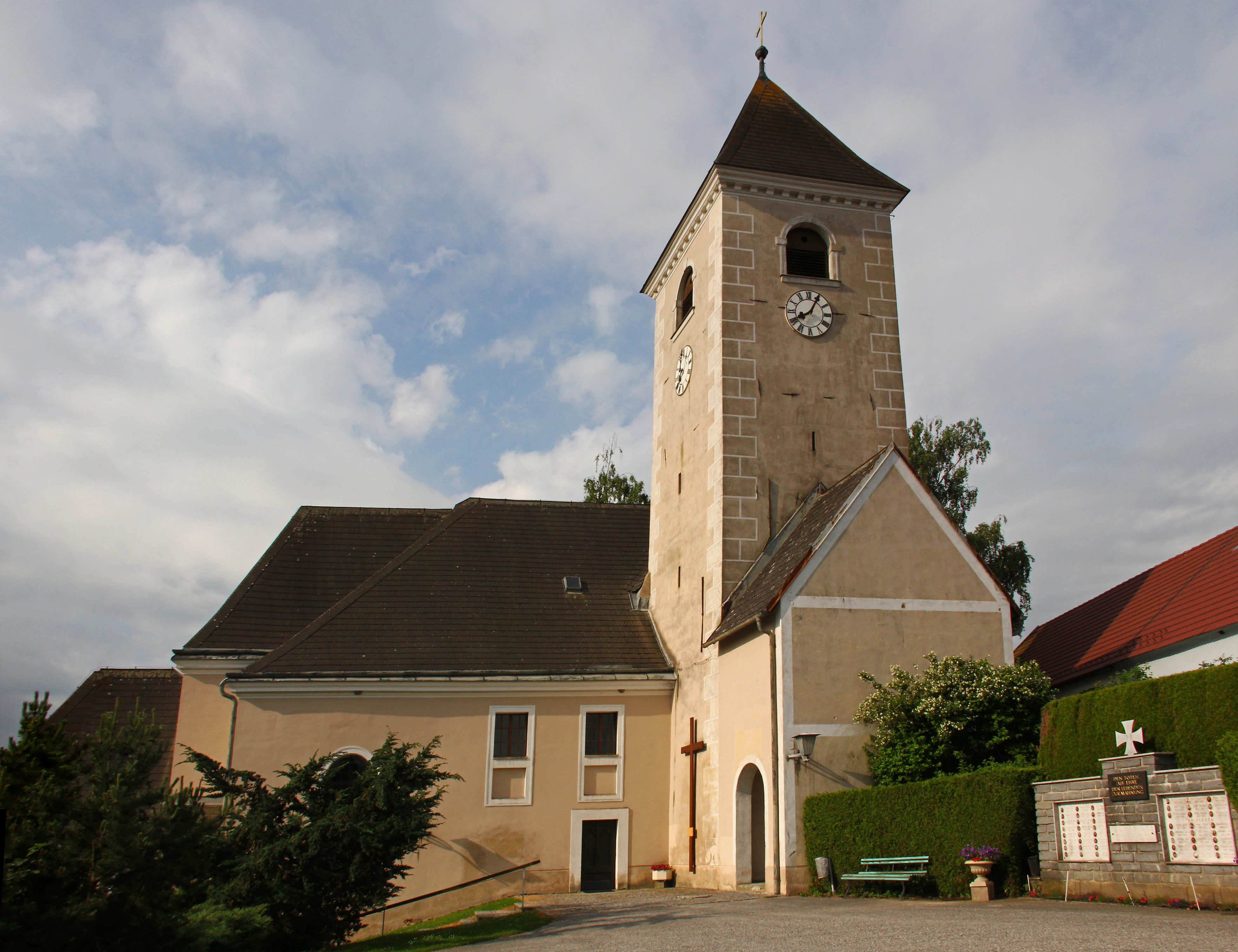
Pfarrkirche Puch in Niederösterreich

- Katholische Pfarrkirche Puch in Niederösterreich hl. Anna